# 新竹水仙宮
24°48′30″N 120°57′54″E / 24.808451°N 120.964863°E

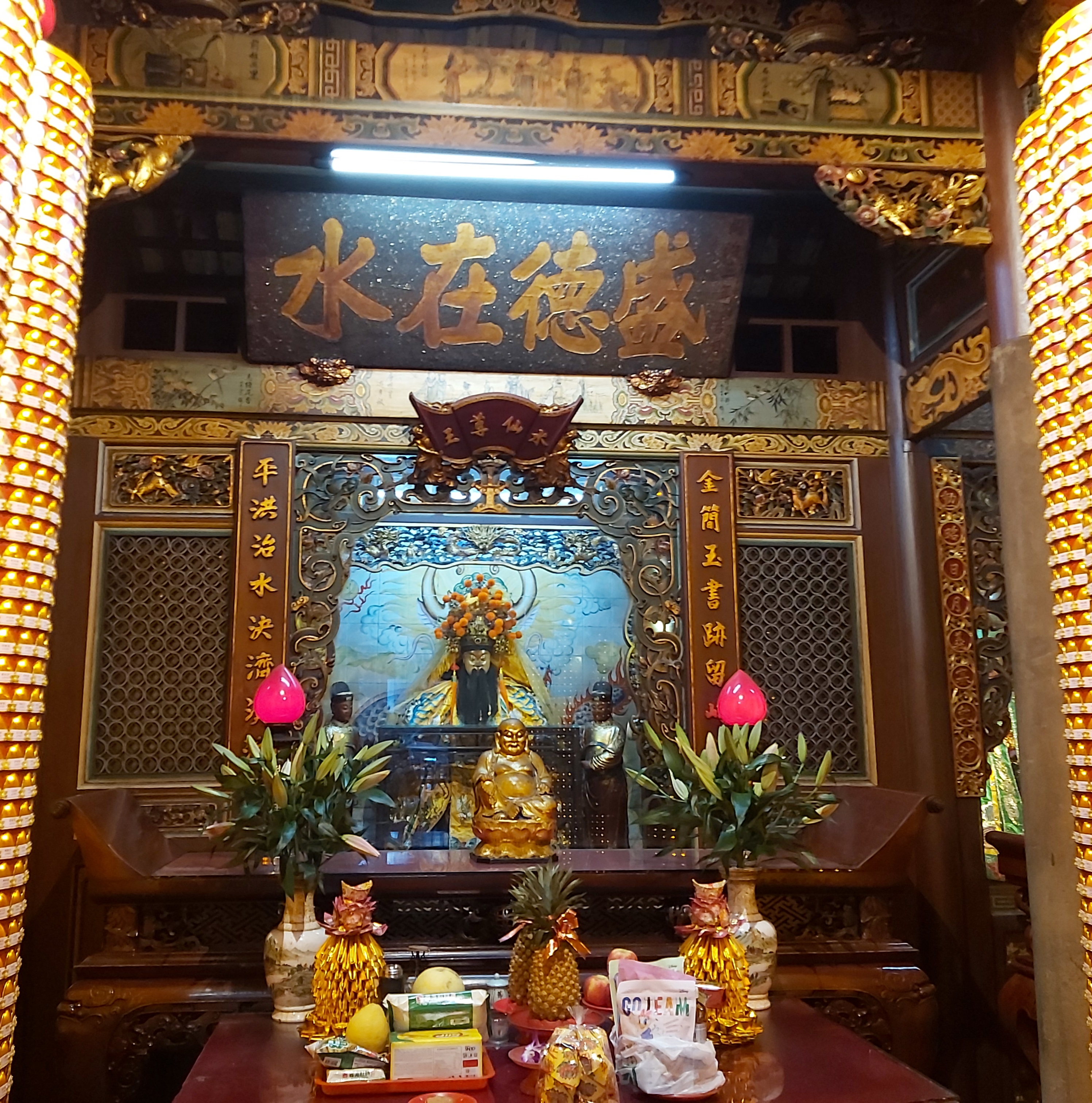
水仙尊王像

新竹水仙宮位於新竹市北區長和宮的隔壁，是一間供奉水仙尊王的廟宇，為二殿二廊式建築。廟中的神像原是供奉於長和宮的後殿。該廟於1998年12月29日公告為古蹟。

## 沿革
水仙宮興建於1863年，兩年後完工。廟中主神是新竹郊商崇祀的航海神，原供奉在長和宮後殿，後來隨著市街發展而由鋪戶集資買下長和宮左側店屋興築此廟。該廟於2001年再度整修。

## 建築特色
前殿正殿之木結構有對場作，不過不明顯。為台灣現存之較早期對場作建築。